# Leptosciarella krille
Leptosciarella krille is een muggensoort uit de familie van de rouwmuggen (Sciaridae). De wetenschappelijke naam van de soort is voor het eerst geldig gepubliceerd in 2012 door Heller.